# Correa aemula
Correa aemula är en vinruteväxtart som först beskrevs av Lindley, och fick sitt nu gällande namn av Ferdinand von Mueller. Correa aemula ingår i släktet Correa och familjen vinruteväxter. Inga underarter finns listade i Catalogue of Life.